# Dia de la Pachamama
El Dia de la Pachamama, també s'anomena Pachamama Raymi, és una celebració realitzada cada any l'1 d'agost honorant a la Pachamama, una deessa andina, que estan als pobles quítxua i aimara dels Andes de l'Argentina, Bolívia, Colòmbia, Xile, l'Equador i el Perú. Des d'eixe dia es realitzen rituals d'ofrena comunitàries, familiars i individuals durant tot el mes d'agost de cada any.
Aquesta celebració té el sentit cap a l'agraïment, la benedicció i les sol·licituds d' algunes coses que pot oferir la Pacha, que per a ells no és la Terra sino que va més enllà, l'entenen també com a món ple, univers i espaitemps. Quan fan les seues oracions, agraeixen per coses como el bon temps, la protecció i la generositat i abundància en les collites de les chakras i dels animals.
Quan celebren practiquen moltes ofrenes, és a dir, rituals amb símbols per a la deessa que de vegades els incineren o soterren de manera diferent en cadascun dels territoris.
Aquestos rituals tenen com a element fonamental el ayni o principi de reciprocitat de la cosmovisió andina. Els guien líders sabis i de majors en la comunitat.
Ofereixen molts tipus de productes, normalment els que eixe any han sigut els millors, i poden ser tubercles, algunes fruites, cereals, flors, chicha de jora, kintus de coca i tabac…

## Origen
Atenent a alguns estudiosos de la història, d'aquesta celebració s'origina a períodes abans a quan arribaren els conqueridors europeus, però que es pot conèixer amb completa veracitat perquè no disposem de fonts suficients. Igualment, es creu que la data és simultània amb la sortida dels sòls en els chakras de quan va a ploure.

## Tradicions als països andins

### Argentina
En els rituals d'origen quítxua a l'Argentina, més en concret a les províncies de Jujuy i Salta, les ofrenes com, per exemple, a menjar, alcohol, vi, cigarrets, chicha... es posen en una olla de fang que després s'enterra.
Tanmateix, els pobles guaranís es caracteritzen per la tradició de consumir en aquest dia una beguda que consisteix en una branca de rude mascle col·locada dins d'una ampolla que conté canya, amb l'objectiu d'aconseguir salut i espantar els mals, segons les seues creences. D'acord amb la tradició, l'individu interessat ha de preparar amb antelació la beguda, i prendre tres petits glops primerenc al matí de cada primer d'agost.

### Bolívia
En els rituals aimara a Bolívia, els rituals d'ofrena inclouen la participació de yatiris, ch'allas, incineració de taules dolces, oferiment de menjar i sang de flama.
Als afores de El Alto, Bolívia, es reben a saquelles persones que viatgen fins al lloc des de la matinada, per a poder agrair el rebut i fer noves peticions a la Pachamama. En el lloc es reuneixen els amautas que guien els rituals, els resos, fent sonar pututus, i corejant jallalla o viva en aimara. Un dels amautas que presideixen els rituals en L'Alt és el amauta Mariano Condori.
Les taules dolces que s'incineren tenen diferents formes e inclouen els "misteris", unes petites taules de sucre amb diverses imatges, com per exemple la del sol o la lluna. També inclouen la planta medicinal wira k'oa, encens, copal o resines aromàtiques vegetals i greix de flama. Una vegada que l'ofrena es troba armada, la hi deu ch'allar (o beneir) amb alcohol, vi o cervesa, per a després col·locar-la en el foc. Els elements oferts han de quedar reduïts a cendres.

### Xile
En el nord del pais de Xile, aquesta celebració s'anomena Qulqi Uru (de l'aimara, que es tradueix com a 'Dia de la Plata' , 'Dia de la Sort', o 'Dia de l'Abundància').

### Perú
En Cusco, el dia pren el nom de Pachamama Raymi, que significa Festa de la Mare Terra. Les ofrenes que es dipositen sobre una manta andina són acompanyades de música, cants i balls prolongant-se tot el mes. Tant els sacerdots i sacerdotesses com els altres participants vesteixen vestits tradicionals andins.
En quítxua meridional de Cusco, una ofrena a la Pachamama es denomina Haywarikuy, i en el cas de l'ofrena realitzada a la Pachamama el primer dia d'agost es denomina Hatun Willka Haywarikuy.
Els xamans es divideixen en tres nivells d'acord amb el seu coneixement sobre la Pachamama: els Pampamisayoq, els Altomisayoq i els Kuraq Akulleq. D'aquests últims es diu que poden comunicar-se amb els déus de la naturalesa.
Les celebracions coincideixen amb la celebració del Dia Nacional de la Alpaca.